# Smash and Grab
Smash and Grab è un cortometraggio in animazione digitale statunitense del 2019 scritto e diretto da Brian Larsen, prodotto dalla Pixar Animation Studios e distribuito da Walt Disney Studios Motion Pictures. È il secondo cortometraggio del programma SparkShorts della Pixar, e si concentra su due robot che cercano di sfuggire alla loro routine di lavoro.  Il cortometraggio è stato presentato per la prima volta a El Capitan Theatre il 18 gennaio 2019, prima di essere pubblicato su YouTube l'11 febbraio 2019. Il cortometraggio è stato anche pubblicato negli Stati Uniti su Disney+ il 12 novembre 2019 e in Italia il 24 marzo 2020 sempre su Disney+, data di uscita italiana del servizio.

## Trama
Smash e Grab, due robot che vivono su un futuristico pianeta simile a Marte, hanno trascorso tutta la vita a lavorare in un futuristico treno a vapore alimentato da rocce incandescenti. Un giorno Smash nota che esiste un mondo fuori dal treno, e lo dice a Grab;  tuttavia, sono trattenuti sul treno dai loro cavi di alimentazione. Smash scopre quindi che altri robot, fuori dal treno, usano batterie energetiche a forma di  sferica, cristallizzate. Smash taglia il cavo, esce dal treno e ruba due batterie. Quando torna, aggancia una batteria a Grab e scappano. Quindi entrano i robot di sicurezza e notano che i robot sono spariti.  Smash e Grab vengono trovati dalle guardie di sicurezza mentre si trovano sul treno. Grab viene disattivato quando una guardia di sicurezza gli spara al braccio. Smash quindi lancia la batteria contro le guardie di sicurezza, distruggendole tutte e facendo deragliare il treno, mentre Grab è disattivato. Più tardi, Smash riattiva Grab con una batteria trovata e che stava usando come sua, rimangono così uniti utilizzando una sola batteria. I due iniziano quindi a viaggiare verso una delle strutture che avevano avvistato nel paesaggio che li circonda.

## Produzione
Smash and Grab è il secondo cortometraggio del programma SparkShorts della Pixar, che consiste nel dare ai dipendenti sei mesi e budget limitati per la produzione di cortometraggi animati. Lo scrittore/regista Brian Larsen è stato ispirato dal concetto di quelle persone che vogliono cambiare la routine, in particolare lui che vuole cambiare il suo lavoro come capo della storia in Pixar. Larsen ha usato i robot come personaggi principali nel film perché riteneva che fosse "un bel modo di esprimere" l'idea di voler cambiare. Mentre il film si concentrava sui robot, Larsen lo sviluppò come un film di fantascienza, che parte dalla maggior parte dei precedenti progetti della Pixar (ad eccezione di WALL•E).
Larsen e gli animatori hanno utilizzato i disegni Art déco per il film, poiché Larson ha ritenuto che "sembrava pesante, veloce". Gli animatori hanno anche usato "semplici" design di personaggi nel cortometraggio, che Larsen ha descritto come "quasi come l'elettrodomestico del tostapane". Gli animatori hanno anche usato il motion-capture per i movimenti di Smash e Grab, pur avendo schermi nella stessa stanza per animare i loro movimenti dei personaggi, qualcosa che Larsen ha detto che era al fine di "catturare dati e molto rapidamente [movimenti del personaggio] del computer". Larsen è stato molto contento della produzione del film, affermando che "[ama] realizzare storie che prendono vita".

## Colonna sonora
Barney Jones, che ha composto la musica per il cortometraggio Pixar Float, ha composto la musica per Smash e Grab. Le tracce della colonna sonora sono state pubblicate il 19 aprile 2019.
Tracce
Testi e musiche di Barney Jones.
1. Train World – 1:16
2. Play Time – 0:51
3. Out There – 2:53
4. Get Out – 0:38
5. Showdown Robot Bromance – 1:34

Durata totale: 7:12

## Distribuzione
Smash and Grab è stato presentato in anteprima mondiale, insieme ai cortometraggi Purl e Kitbull, il 18 gennaio 2019 al El Capitan Theatre. Il cortometraggio è stato pubblicato sul canale YouTube della Pixar l'11 febbraio 2019 e negli Stati Uniti su Disney+ il 12 novembre 2019, insieme agli altri SparkShorts Purl, Kitbull e Float. In Italia è stato bubblicato il 24 marzo 2020 sempre su Disney+, data di uscita italiana del servizio.

## Accoglienza
Smash and Grab hanno ricevuto recensioni generalmente positive dalla critica, con molti che hanno confrontato positivamente il cortometraggio con il film della Pixar WALL•E. Jacob Oller, di Syfy Wire, ha scritto che il cortometraggio "è un delizioso pezzo di fantascienza art déco al di fuori della visione decrepita del futuro di WALL•E". Chelsea Steiner, di The Mary Sue, ha affermato che "Smash and Grab, come il suo predecessore Purl, prende un'idea semplice e la espande con risultati deliziosi e divertenti. Ci fa sradicare per due robot che non parlano e che si prendono cura di loro nel corso di una durata di 8 minuti. Questa è l'animazione al suo meglio". Andy Meek, di BGR, ha scritto: "se hai amato WALL•E, vorrai assolutamente dare un'occhiata a questi robot ridicolmente adorabili che svolgono lavori insensati, simili a una fabbrica e che in qualche modo riescono a trasudare fascino e simpatia con i loro segnali acustici e e ripetizioni, movimenti simili all'uomo e gli occhi luminescenti come il nostro protagonista di WALL•E". Allo stesso modo, Michelle Jaworski, di The Daily Dot, ha affermato che "Smash and Grab invocherà istantaneamente immagini e confronti con WALL•E per la sua sensazione futuristica e il focus robotico". Alex Reif, di Laughing Place, ha affermato che "i [f]ans di WALL•E si sentiranno immediatamente accolti nel mondo di Smash and Grab", e ha ritenuto che il cortometraggio abbia "un messaggio chiaro ispirato a un'importante questione sociale. Tuttavia, lo gestisce molto più delicatamente e con molta più finezza. Questa storia di due lavoratori che non hanno gli stessi lussi di quelli che li controllano non presenta una dolce soluzione a un problema ignorando gli altri".